# Susannah Maria Arne
Susannah Maria Arne (n. februarie 1714, Greater London, Anglia, Regatul Marii Britanii – d. 30 ianuarie 1766, Londra, Regatul Marii Britanii) a fost o actriță și cântăreață engleză, sora compozitorului Thomas Arne. 
S-a născut la Londra, și în 1734 s-a măritat cu Theophilus Cibber, fiul dramaturgului Colley Cibber. În profesia sa, Arne a fost cunoscută ca doamna Cibber.